# ماریا هیل
ماریا هیل (به انگلیسی: Maria Hill) یک شخصیت تخیلی در کتاب‌های کامیک شرکت مارول کامیکس می باشد. او مدیر سابق سازمان دفاعی/جاسوسی شیلد بوده و در اکثر داستان‌ها، گروه انتقام جویان را در مأمورت‌هایشان همراهی می‌کند.
جو کوئسادا نویسنده و طراح کامیک آمریکایی، کسی که در زمان اولین حضور ماریا هیل در کتاب‌های کامیک سرپرست گروه مارول بوده است می‌گوید: هیل شخصیتی قوی دارد. مثل نیروی طبیعت، در نگاه اول محبوب همه نمی‌شود اما مسلماً به اندازه نیک فیوری قوی و محکم است. من شخصاً فکر می‌کنم هیل حتی از فیوری هم سرسخت‌تر است.»
ماریا هیل در فیلم‌های سینمایی انتقام جویان (۲۰۱۲)، کاپیتان آمریکا: سرباز زمستان (۲۰۱۴)،انتقام‌جویان: عصر اولتران (۲۰۱۵) و مرد عنکبوتی: دور از خانه (۲۰۱۹) با بازیگری کوبی اسمالدرز حضور پیدا کرد.

## زندگی‌نامهٔ تخیلی شخصیت

### خاستگاه
هیل در شیکاگو متولد شد. مادرش در حین به دنیا آوردن او مرد و پدرش او را به خاطر این موضوع مقصر می دانست و هیچ وقت ماریا را نبخشید. هیل با رسیدن به بلوغ اول به ارتش آمریکا و سپس به شیلد ملحق شد. او در مادریاپور فعالیت زیادی دارد و به همین خاطر برای اکثر مسئولین دنیا چهره ای آشناست.
بعد از افتضاح جنگ سری و تاثیرات مخربش بر روی نیویورک سیتی، مدیر شیلد نیک فیوری مخفی شده و فرار می کند. ماریا هیل توسط سران چندین کشور مأموری کارآمد شناخته می شود و از آنجایی که از نظر آن ها او چندان هم به فیوری وفادار نبود، او را به عنوان مدیر اجرایی موقت شیلد منصوب می کنند. تا مدتی از یک شبیه ساز برای شبیه سازی فیوری استفاده می کردند تا عادی بودن وضعیت را در هیئت مدیره نشان بدهند. از هیل انتظار می رود تا به منافع ایالات متحده آمریکا پیش از سازمان ملل متحد وفادار باشد چرا که وظیفه ی نخست شیلد محافظت از آمریکا است نه تمام کشورها. وقتی که هیل به مقام مدیریت منصوب می شود، شبی نیک فیوری به ملاقات او می آید. فیوری به او اخطار می دهد تا اگر دست از پا خطا کند، او را خواهد کشت.
هیل به سرعت سیاست‌های جدیدی را بر پایه خواسته رئیس جمهور برای ابرقهرمانان در نظر می‌گیرد. طبق این سیاست جدید شیلد دیگر از ابرقهرمانان حمایت نخواهد کرد. این وضعیت تا زمانی که هیل جلوی بازگشت دوباره انتقام‌جویان را می‌گیرد ادامه پیدا می‌کند. انتقام جویان مجبورند تا باری دیگر جمع شوند تا جلوی تبه کاری را که از زندان «رافت» فرار کرده است را بگیرند. به خاطر موقعیت کاپیتان آمریکا او اجازه دارد تا هر زمان هر گروهی را که خود لازم دید تشکیل دهد. همچنین به خاطر موقعیت زن-عنکبوتی در شیلد، می‌تواند به تمام اطلاعات دسترسی داشته باشد. با این وضعیت انتقام‌جویان توانستند بدون کمک یا اجازه هیل جلوی تبه کاران را بگیرند، نهایت هیل متقاعد می‌شود به آن‌ها را به حال خود رها می‌کند.
بعد از ماجرای سررزمین وحشی، انتقام‌جویان به هیل مشکوک می‌شوند. آن‌ها فکر می‌کنند هیل مشغول یک سری فعالیت‌های غیرقانونی است، البته هیل به دلیل کمبود مدرک بیگناه شناخته می‌شود.
هیل احترام مرد آهنی را به خاطر تخطی از فرمان رئیس جمهور به خود جلب می‌کند. رئیس جمهور به او فرمان حملهٔ اتمی به جزیره‌ای که انتقام‌جویان در آن حضور داشتند را داده بود.

### جنگ داخلی
در داستان جنگ داخلی کاپیتان آمریکا از فرمان هیل، مبنی بر دستگیری هر کسی که در جنبش نام‌نویسی ابرانسان‌ها شرکت نکرده است، سر باز می‌زند. هیل با او در این مورد بحث می‌کند، اما کاپیتان آمریکا از هلی کریر با مبارزه فرار می‌کند. بعد از اینکه جنبش نام‌نویسی به قانون مبدل می‌شود، هیل از اولین مجریان طرح شد. او مرد شگفت‌انگیز را تهدید می‌کند تا به او برای پیدا کردن کسانی که در نام‌نویسی شرکت نکرده بودند کمک کند. او ابرسربازی از نژاد کری به نام نو-وارر را برای دستگیری فراریان می‌فرستد. همچنین گروه صاعقه‌ها را می فرستد تا مرد عنکبوتی را دستگیر کنند. دو عضو صاعقه‌ها، دلقک و جک او'لنترن به دست پانیشر کشته می‌شوند. بعد از حمله‌ای به برج استارک، هیل به استارک اعتراف می کند ک دیگر نمی‌تواند مدیر شیلد باشد. او می‌گوید تنها کسی که به جز نیک فیوری می‌تواند شیلد را اداره کند خود استارک است. در انتهای جنگ داخلی، رئیس جمهور آمریکا تونی استارک را به عنوان مدیر جدید شیلد معرفی کرده و هیل را از کار برکنار می‌کند.

### معاون مدیر
بعد از قرار گرفتن در مقام معاون مدیر، هیل به یکی از اصلیترین اعضای کابینهٔ استارک در شیلد تبدیل می‌شود و به او در مقابله با گروه‌های تروریستی جدیدی که به سلاح‌های شیمیایی دست یافته بودند کمک کرد. برخلاف دیگر اعضای کابینه (از جمله سل کندی، کسی که هیل به شخصه از او متنفر بود)، او به این حملات جدید تروریستی مشکوک می‌شود. وقتی که تومور نئوپلاستیک ماندارین شروع به تأثیرگذاری در هلی کریر می‌کند، هیل از موضوع با خبر می‌شود؛ اما (به اشتباه) تصور می‌کند این اتفاق، حملهٔ اصلی بوده است. نهایتاً او شغل خود را به خطر انداخته و سازمان ملل متحد را بر اساس قوانین شیلد تعطیل کرده تا استارک بتواند از دادگاهی که علیه او به راه انداخته‌اند فرار کرده و ماندارین را تعقیب کند.

## در دیگر رسانه‌ها

### تلویزیون
- ماریا هیل در سریال کارتونی مرد آهنی: ماجراجویی با زره حضور پیدا کرد. او در این سریال لهجه روسی داشت.
- ماریا هیل در سریال کارتونی انتقام‌جویان: قویترین قهرمانان زمین با صدای کری ویهرر حضور پیدا کرد.

### سینما
- کوبی اسمالدرز نقش ماریا هیل را در در فیلم‌های سینمایی انتقام جویان (۲۰۱۲)، کاپیتان آمریکا: سرباز زمستان (۲۰۱۴) و انتقام‌جویان: عصر اولتران (۲۰۱۵) بازی کرد.